# 後錫安主義
後錫安主義（希伯來語：‎），是指一種觀點，特别是來自学术界，认为錫安主義随着1948年以色列建國而完成其意识形态使命，故錫安主義意识形态已结束了。犹太右翼使用該術語，指涉支持《奥斯陆协议》的以色列左翼。一些批评家批評後錫安主义是種反錫安主义；支持者极力否认。

## 歷史
1990年代，新歷史派學者反對以色列傳統的官方意識形態，批評錫安主義神話。 這批學者為1967年後的一代，在歐美受教育。 後錫安主義運動恰逢以色列國內對《奥斯陆协议》的政治辯論，強化以色列公眾對與巴勒斯坦人對話的信心。 隨著拉賓遭到暗殺，與納塔雅胡的上臺，後錫安主義願景受到打擊。

## 與新錫安主義的對立
後錫安主義，與新錫安主義，皆與古典的錫安主義無關。 雙方對立如下表：
|          | 新錫安主義            | 後錫安主義 |
| -------- | --------------------- | ---------- |
| 公民身分 | 民族                  | 公民       |
| 身分認同 | 猶太人                | 以色列公民 |
| 意識形態 | 集體主義              | 個人主義   |
| 空間主張 | 以色列地              | 以色列國   |
| 文化主張 | 例外論 選民           | 普遍主義   |
| 政治主張 | 原教旨主義 彌賽亞主義 | 實用主義   |
| 典型代表 | 忠信社群              | Yesh Gvul  |

## 註腳
1. ↑  . הארץ.   [2023-11-04] （希伯来语）.
2. 1 2 3 4 5  The Idea of Post-Zionism and its critique by Avishai Ehrich.
3. ↑  Steve Chan, Anita Shapira, Derek Jonathan, Israeli Historical Revisionism: from left to right, Routledge, 2002, pp.57-58.
4. ↑  Jeffrey K. Olic, States of Memory Continuities, Conflicts, and Transformations in National, Duke University Press, 2003, p.241.